# Sterbegeld
Das Sterbegeld (auch: Beerdigungszuschuss; Sterbe[bei]hilfe) ist eine Geldleistung, die die Aufwendungen der Bestattung eines Verstorbenen ersetzen soll. Es war bis 2003 insbesondere eine Leistung der deutschen gesetzlichen Krankenversicherung durch die Krankenkassen. Dem entsprach für Beamte und andere Beihilfeberechtigte eine anteilige Leistung für Aufwendungen in Todesfällen nach den damaligen Beihilfevorschriften.

## Arbeitgeber
In manchen Fällen zahlt der Arbeitgeber beim Tod Betriebsangehöriger eine Sterbebeihilfe. Grundlage des Anspruchs ist zumeist ein Tarifvertrag; aber auch ein Arbeitsvertrag kann solche Leistungen versprechen.

## Gesetzliche Krankenversicherung
Durch das Gesetz zur Modernisierung der gesetzlichen Krankenversicherung (GMG) vom 14. November 2003 gehört Sterbegeld seit dem 1. Januar 2004 nicht mehr zum Leistungskatalog der gesetzlichen Krankenversicherung (GKV). Zuvor war es als Zuschuss zu den Bestattungskosten nach § 58, 59 SGB V in Höhe von zuletzt 525,00 Euro beim Tod eines Mitglieds und 262,50 € beim Tod familienversicherter Angehöriger gezahlt worden (§ 21 Abs. 1 SGB V und § 11 Abs. 1 SGB V in der bis 31. Dezember 2003 geltenden Fassung).

## Beihilfe
Durch die Änderung des Beihilferechts des Bundes zum 1. Januar 2004 entfiel die Beihilfefähigkeit von Aufwendungen in Todesfällen für Beamte und sonstige Berechtigte im Bundesdienst und grundsätzlich auch in den Ländern, die das Beihilferecht des Bundes anwenden.

## Gesetzliche Unfallversicherung
Versterben Versicherte an den Folgen eines Arbeitsunfalles oder einer Berufskrankheit, erhalten die Hinterbliebenen ein Sterbegeld in Höhe von einem Siebtel der im Zeitpunkt des Todes geltenden Bezugsgröße, § 64 SGB VII. Es kommt also weder auf die Höhe des Arbeitsverdienstes der Verstorbenen noch auf die Höhe der tatsächlichen Bestattungskosten an. Das bedeutet zugleich: Sterbegeld in gleicher Höhe wird aus der gesetzlichen Unfallversicherung auch dann bezahlt, wenn Studierende während der Anwesenheit in der Hochschule, ein Schüler in der Schule oder ein Kind im Kindergarten einen tödlichen Unfall erleiden. Unfälle im Zusammenhang mit dem Studium, der Schule und dem Besuch des Kindergartens (einschließlich der direkten Wege zur und von der Einrichtung) sind Arbeitsunfällen gleichgestellt. Gezahlt wird das Sterbegeld von den Berufsgenossenschaften sowie den Unfallversicherungsträgern der öffentlichen Hand.

## Gesetzliche Rentenversicherung
Die gesetzliche Rentenversicherung zahlt zwar kein ausgewiesenes Sterbegeld. Wenn Verstorbene in der gesetzlichen Rentenversicherung versichert waren, so wird in den ersten drei Monaten nach dem Tod die Witwen- oder Witwerrente nicht nur zu 55 % bzw. 60 % der Höhe der Rente der verstorbenen Versicherten, sondern zu 100 % gezahlt.

## Beamtenversorgung
Ehegatten bzw. Abkömmlinge von Beamten oder Ruhestandsbeamten erhalten nach deren Tod ein Sterbegeld. Die Regelung in § 122 des Bundesbeamtengesetzes von 1953 entsprach grundsätzlich derjenigen in der gesetzlichen Rentenversicherung, d. h. die vormaligen Bezüge des Verstorbenen wurden für drei Monate zu 100 % weiter gezahlt. Seit dem Inkrafttreten des Beamtenversorgungsgesetzes im Jahr 1976, das damals für den Bund und die Länder galt, beträgt das Sterbegeld gemäß § 18 (BeamtVG) das Zweifache der monatlichen Dienstbezüge bzw. des Ruhegehaltes des Verstorbenen. Seit 2006 gilt das BeamtVG nur noch für den Bund. Dem entspricht das Recht in einigen Ländern, in anderen weicht es davon ab.

## Private Versicherungen
Sind privat Unfallversicherte durch einen Unfall ums Leben gekommen, wird Sterbegeld gezahlt. Dieses entspricht der vereinbarten Versicherungssumme. Das Geld gibt es auch, wenn ein Arbeits-, Studenten-, Schüler- oder Kindergarten-Unfall die Todesursache war und aus der gesetzlichen Unfallversicherung zusätzlich Sterbegeld zusteht.
Die Private Krankenversicherung zahlt kein Sterbegeld. Der Hintergrund dafür ist, dass Tod kein Versicherungsfall ist, der Leistungen aus einer Krankenversicherung auslöst. Allerdings bietet die Versicherungswirtschaft selbstständige Sterbegeldversicherungen an, die zu den Kapitallebensversicherungen zählen. Außer kommerziellen Versicherungsunternehmen bieten diese Vorsorge Sterbekassen als Selbsthilfeeinrichtungen an.

## Betriebliche Altersversorgung
Der begünstigte Personenkreis – im Todesfall Beschäftigter mit betrieblicher Altersversorgung – bezieht sich auf den Ehegatten, den Lebenspartner einer eingetragenen Lebensgemeinschaft, kindergeldberechtigte Kinder i. S. d. § 32 Abs. 3 und 4 EStG, den Lebensgefährten und nicht eingetragene Lebenspartner. Diese Personen erhalten die vereinbarungsgemäßen Leistungen aus der betrieblichen Altersversorgung. Soweit eine solche Person nicht zur Verfügung steht, wird das Sterbegeld ausgezahlt. Dies beläuft sich auf bis zu 8000 €. Das Sterbegeld für Beschäftigte des öffentlichen Dienstes  in der Versorgungsanstalt des Bundes und der Länder wird seit 2008 nicht mehr gezahlt.

## Soziales Entschädigungsrecht
Das Vierzehnte Buch Sozialgesetzbuch regelt in § 99, der zum 1. Januar 2024 in Kraft getreten ist, Ansprüche der veranlassenden Person auf Leistungen bei Überführung und Bestattung. 
Bis 31. Dezember 2023 wurde nach dem Bundesversorgungsgesetz und den Gesetzen, die den Leistungskatalog des Bundesversorgungsgesetzes für anwendbar erklärten, beim Tod von rentenberechtigten Beschädigten unter bestimmten Voraussetzungen ein Sterbegeld im Wesentlichen in Höhe der dreifachen Versorgungsbezüge der Verstorbenen geleistet (§ 37 BVG); beim Tod von versorgungsberechtigten Beschädigten und Hinterbliebenen zur Bestreitung der Bestattungskosten ein Bestattungsgeld gewährt (§ 36, § 53 BVG).

## Steuerrecht
Private Sterbegeldversicherungen unterliegen als Kapitallebensversicherungen grundsätzlich der Einkommenbesteuerung nach § 20 Abs. 1 Nr. 6 EStG. Auch ein einmaliges Sterbegeld, das ein berufsständisches Versorgungswerk neben der laufenden Hinterbliebenenrente an den überlebenden Ehegatten des Mitglieds zahlt, unterliegt als „andere Leistung“ § 22 Nr. 1 Satz 3 Buchst. a Doppelbuchst. aa EStG mit dem Besteuerungsanteil der Einkommensteuer. In Bezug auf das Sterbegeld ist der für Vergütungen für mehrjährige Tätigkeiten geltende ermäßigte Steuersatz nicht zu gewähren.
Aufwendungen für ein Begräbnis sind einkommensteuerrechtlich außergewöhnliche Belastungen, die die Hinterbliebenen in ihrer Steuererklärung geltend machen können, wenn die Bestattungskosten aus dem Nachlass nicht finanziert werden können und ein etwaiges Sterbegeld nicht ausreicht.
Im Erbschaftsteuerrecht vermindern Bestattungskosten die Steuerlast; sie sind vom steuerpflichtigen Erwerb abzuziehen. Ohne Nachweis kann der Erbe 10.300 € als Bestattungskosten absetzen; höhere Beträge erfordern einen Nachweis (§ 10 Abs. 5 Nr. 3 Erbschaftsteuergesetz [ErbStG]). Der Pauschbetrag wird für jeden Erbfall einmal gewährt. Abziehbar sind in diesem Zusammenhang die Kosten der Grabpflege. Werden die Grabpflegekosten im Voraus in einem Betrag bezahlt, sind sie in voller Höhe abziehbar. Werden die Grabpflegekosten während der Ruhezeit laufend bezahlt, werden sie nur mit ihrem Kapitalwert berücksichtigt (§ 10 Abs. 5 Nr. 3 ErbStG). Dieser beträgt das 9,3-fache der jährlichen Kosten. Das Finanzamt darf bei der Anerkennung der Aufwendungen nicht kleinlich sein. Es muss die Kosten für ein „angemessenes“ Grabdenkmal und eine „übliche“ Grabpflege anerkennen.